# GLORIA (YUIの曲)
「GLORIA」（グロリア）は、YUIの15枚目のシングル。2010年1月20日にSTUDIOSEVEN Recordingsから発売された。

## 概要
前作「It's all too much/Never say die」から約3か月半ぶりのシングル。
キャッチコピーは、「青春時代で人生が変わるなんて 誰が言ったんだろう?」。
初回生産限定盤にはDVDが付属しており、「GLORIA」のミュージック・ビデオが収録されている。初回生産限定盤と通常盤の初回限定仕様には、オリジナルマグカップが当たる応募ハガキが封入されている。
オリコンチャートで初登場1位を獲得。「SUMMER SONG」から4作連続、通算6作目となり、女性シンガーソングライターでは、宇多田ヒカル以来約7年ぶり、史上2人目のシングルでの4作連続1位となった。

## 収録曲
CD
1. GLORIA (3:41)
  - 作詞・作曲:YUI　編曲: 近藤ひさし
  - ベネッセコーポレーション「進研ゼミ高校講座」CMソング
  - 株式会社アサイン「夜明け。」篇 CMソング（2024年に起用）[1]
  - ミュージック・ビデオには「Laugh away」「SUMMER SONG」に続いて林遣都と岡本杏理が出演している。
2. Muffler (4:06)
  - 作詞・作曲:YUI　編曲:northa+
  - 「Sea」と同様、発売後にミュージック・ビデオが制作され、デビュー5周年を迎えた2月23日に公式サイトで公開された。
  - 歌詞の冒頭とミュージック・ビデオには宮地嶽神社が登場する。
3. It's all too much 〜YUI Acoustic Version〜 (4:09)
  - 作詞・作曲:YUI　編曲:YUI &  近藤ひさし
  - 恒例となっている前シングル曲のアコースティックバージョン。
4. GLORIA 〜Instrumental〜 (3:41)

DVD
1. GLORIA -Video Clip-